# TuS Lichterfelde Berlin
Der Turn- und Sportverein Lichterfelde von 1887 (Berlin) e. V., kurz TuS Lichterfelde, meist TuSLi genannt, ist ein Sport-Verein im Berliner Ortsteil Lichterfelde. Bekannt ist der Verein vor allem für die Kinder- und Jugend-Mannschaften.
Der Verein verfügt über 15 verschiedene Abteilungen. Im Jahr 2019 hatte der Verein 2934 Mitglieder, davon 1911 unter 18 Jahren. Damit ist der TuS Lichterfelde der mitgliederstärkste Verein im Berliner Bezirk Steglitz-Zehlendorf. Zu den wohl wichtigsten Abteilungen des Vereins gehört die Leichtathletik-Abteilung LG-Süd.

## Geschichte
Der Verein besteht seit 1887, wurde ursprünglich als Männerturnverein Groß-Lichterfelde gegründet.
Die Abteilung Hockey wurde 2008 in einen Zweigverein, den TuS Lichterfelde Hockey e. V. (TuSLi-Hockey), ausgegliedert, mit dem bis heute eine Verbindung und Kooperation besteht.
2009 wurde die Abteilung Basketball in den TuS Lichterfelde Basketball e. V. umgewandelt. Seit 2011 ist dieser kein Zweigverein des TuSLi mehr, es bestehen keine Verbindungen und Kooperationen mehr zwischen den beiden Vereinen.
Mit dem Basketball-Bundesligisten Alba Berlin bestand eine Kooperationsvereinbarung für die Nachwuchsarbeit, die der TuS Lichterfelde Basketball e. V. fortführt.

## Erfolge
Tischtennis
- Aufstieg der ersten Herrenmannschaft in die Oberliga Nord-Ost 2020.

Basketball
- Aufstieg der ersten Herrenmannschaft in die zweite Basketball-Bundesliga 2006.
- Aufstieg der ersten Herrenmannschaft in die erste Bundesliga 2000.
- Die erste Mannschaft der Herren (Young Guns) spielte etliche Jahre in der 2. Bundesliga.
- Im Jahr 2004 wurden die diversen Jugend-Teams 2× Deutscher Meister, 3× Norddeutscher Meister, 4× Ostdeutscher Meister und 4× Berliner Meister.

Hockey
- Die ersten Mannschaften der Herren und Damen spielen seit Jahren in der 1. Herren-/1. Damen- oder 2. Damen-/2. Herren-Bundesliga.
- Größte Erfolge waren der Einzug der Herren ins Viertelfinale um die Deutsche Meisterschaft in der Halle 2005, 2006 sowie 2008 und 2009, bei den Damen der Aufstieg in die 1. Bundesliga Feld 2005, ebenso wie die Teilnahme an der Endrunde um die deutsche Meisterschaft Halle 2002.
- Viertelfinaleinzug der Damen und Herren 2008 gegen den Club an der Alster.
- Mit über 200 Jugendlichen in der Hockeyabteilung ist TuSLi einer der größten Nachwuchsförderer in Deutschland.
- Die Jugendmannschaften errangen insgesamt 6 deutsche Meistertitel, unzählige ostdeutsche und Berliner Meistertitel.
- Dritter Platz der Herren beim Berliner Amateursportpreis 2017[5]